# سنت جينيفيف
سنت جينيفيف هي مدينة، تتبع مقاطعة سانت جينيفييف، ميزوري، بلغ عدد سكانها 4٬410 نسمة، في 2010، تبلغ مساحتها 10٫62305 كيلومتر مربع، رمزها البريدي هو 63670.

## التركيبة السكانية
حدّد مكتب تعداد الولايات المتحدة بيانات التركيبة السكانية لسنت جينيفيف في تعداد الولايات المتحدة. في ما يلي، التركيبة السكانية حسب تعدادي 2000 و2010.

### تعداد عام 2000
بلغ عدد سكان سنت جينيفيف 4,476 نسمة بحسب تعداد عام 2000، وبلغ عدد الأسر 1,818 أسرة وعدد العائلات 1,155 عائلة مقيمة في المدينة. في حين سجلت الكثافة السكانية 420.3 نسمة لكل كيلومتر مربع (1,088.6/ميل2). وبلغ عدد الوحدات السكنية 1,965 وحدة بمتوسط كثافة قدره 184.5 لكل كيلومتر مربع (477.9/ميل2).
وتوزع التركيب العرقي للمدينة بنسبة 96.07% من البيض و2.14% من الأمريكيين الأفارقة و0.58% من الأمريكيين الأصليين و0.31% من الأمريكيين ذوي الأصول الآسيوية و0.25% من الأعراق الأخرى و0.65% من عرقين مختلطين أو أكثر و1.12% من الهسبانيون أو اللاتينيون من أي عرق.
بلغ عدد الأسر 1,818 أسرة كانت نسبة 29.6% منها لديها أطفال تحت سن الثامنة عشر تعيش معهم، وبلغت نسبة الأزواج القاطنين مع بعضهم البعض 49.7% من أصل المجموع الكلي للأسر، ونسبة 10.6% من الأسر كان لديها معيلات من الإناث دون وجود شريك، بينما كانت نسبة 3.2% من الأسر لديها معيلون من الذكور دون وجود شريكة وكانت نسبة 36.5% من غير العائلات. تألفت نسبة 32.8% من أصل جميع الأسر من عدة أفراد يعيشون في نفس المنزل ونسبة 19.1% كانت تتألف من شخص يعيش بمفرده يبلغ من العمر 65 عاماً أو أكثر. وبلغ متوسط حجم الأسرة المعيشية 2.29، أما متوسط حجم العائلات فبلغ 2.90.
بلغ العمر الوسطي للسكان 41.6 عاماً. وكانت نسبة 21.9% من القاطنين تحت سن الثامنة عشر، وكانت نسبة 7.3% بين الثامنة عشر والرابعة والعشرين عاماً، ونسبة 23.4% كانت واقعةً في الفئة العمرية ما بين الخامسة والعشرين والرابعة والأربعين عاماً، ونسبة 20.4% كانت ما بين الخامسة والأربعين والرابعة والستين، ونسبة 19.8% كانت ضمن فئة الخامسة والستين عاماً فما فوق. يوجد لكل 100 أنثى 89.3 ذكر، ويوجد لكل 100 أنثى في الثامنة عشر من عمرها فما فوق 85.2 ذكر.
بلغ متوسط دخل الأسرة في المدينة 33,929 دولارًا، أما متوسط دخل العائلة فبلغ 43,125 دولارًا. وكان متوسط دخل الذكور 31,546 دولارًا مقابل 19,804 دولارًا للإناث. وسجل دخل الفرد الخاص بالمدينة 17,361 دولارًا. وكانت نسبة 7.8% من العائلات ونسبة 9.6% من السكان تحت خط الفقر، وكان من هؤلاء نسبة 19.2% تحت سن الثامنة عشر ونسبة 10.2% في الخامسة والستين من العمر وما فوق.

### تعداد عام 2010
بلغ عدد سكان سنت جينيفيف 4,410 نسمة بحسب تعداد عام 2010، وبلغ عدد الأسر 1,824 أسرة وعدد العائلات 1,087 عائلة مقيمة في المدينة. في حين سجلت الكثافة السكانية 414.1 نسمة لكل كيلومتر مربع (1,072.5/ميل2). وبلغ عدد الوحدات السكنية 2,018 وحدة بمتوسط كثافة قدره 189.5 لكل كيلومتر مربع (490.8/ميل2).
وتوزع التركيب العرقي للمدينة بنسبة 95.78% من البيض و1.59% من الأمريكيين الأفارقة و0.39% من الأمريكيين الأصليين و0.63% من الأمريكيين ذوي الأصول الآسيوية و0.02% من سكان جزر المحيط الهادئ و0.18% من الأعراق الأخرى و1.41% من عرقين مختلطين أو أكثر و1.18% من الهسبانيون أو اللاتينيون من أي عرق.
بلغ عدد الأسر 1,824 أسرة كانت نسبة 27.2% منها لديها أطفال تحت سن الثامنة عشر تعيش معهم، وبلغت نسبة الأزواج القاطنين مع بعضهم البعض 43.6% من أصل المجموع الكلي للأسر، ونسبة 11.5% من الأسر كان لديها معيلات من الإناث دون وجود شريك، بينما كانت نسبة 4.4% من الأسر لديها معيلون من الذكور دون وجود شريكة وكانت نسبة 40.4% من غير العائلات. تألفت نسبة 34.8% من أصل جميع الأسر من عدة أفراد يعيشون في نفس المنزل ونسبة 16.9% كانت تتألف من شخص يعيش بمفرده يبلغ من العمر 65 عاماً أو أكثر. وبلغ متوسط حجم الأسرة المعيشية 2.28، أما متوسط حجم العائلات فبلغ 2.94.
بلغ العمر الوسطي للسكان 43.0 عاماً. وكانت نسبة 21.8% من القاطنين تحت سن الثامنة عشر، وكانت نسبة 8.1% بين الثامنة عشر والرابعة والعشرين عاماً، ونسبة 22.2% كانت واقعةً في الفئة العمرية ما بين الخامسة والعشرين والرابعة والأربعين عاماً، ونسبة 27.3% كانت ما بين الخامسة والأربعين والرابعة والستين، ونسبة 20.5% كانت ضمن فئة الخامسة والستين عاماً فما فوق. وتوزع التركيب الجنسي للسكان بنسبة 48.4% ذكور و51.6% إناث.